# Karl Göppel
Karl Göppel ist ein ehemaliger Schweizer Fussballschiedsrichter.

## Karriere

### Schweiz

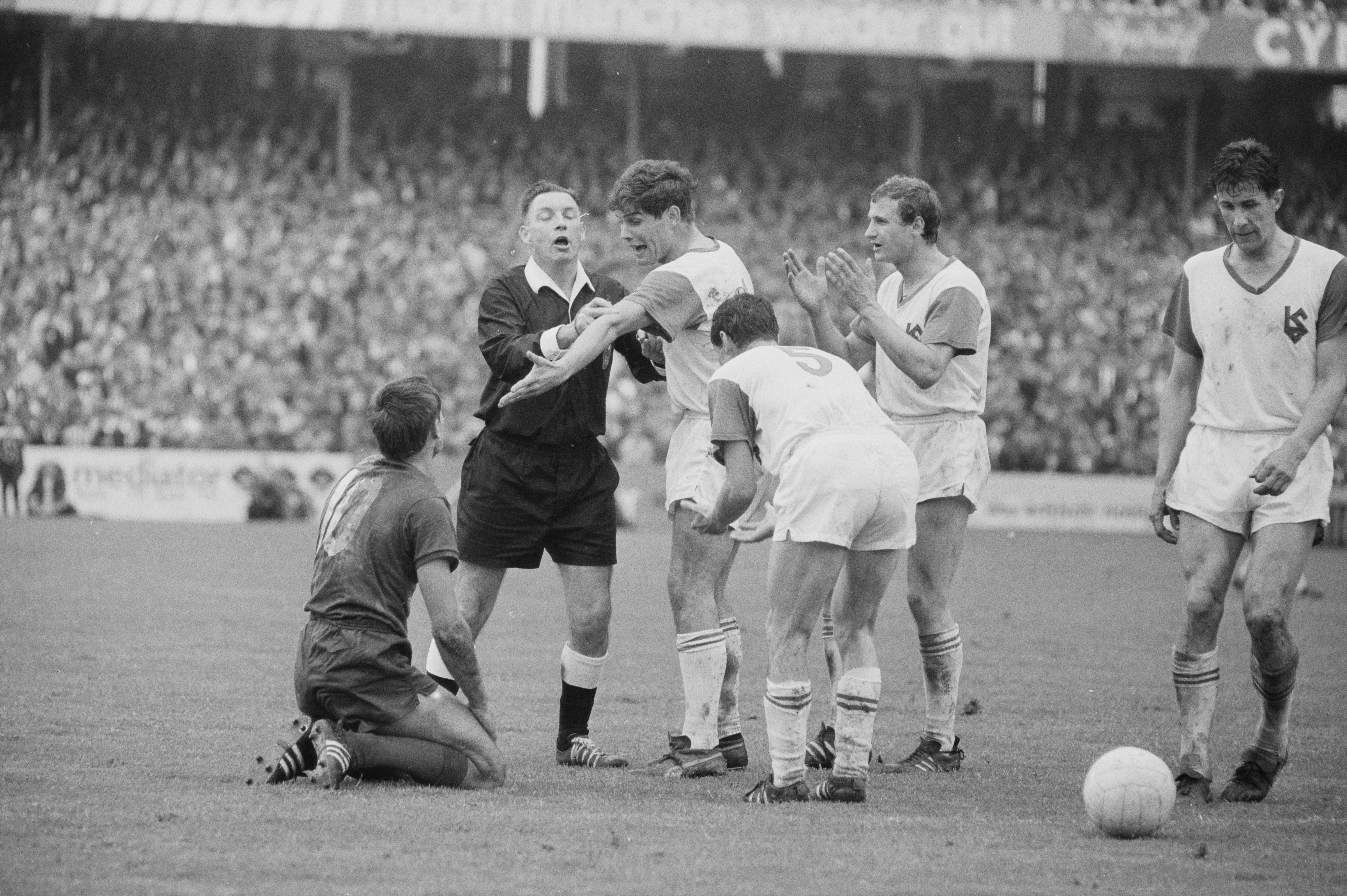
Göppel nach seinem Penaltyentscheid im Cupfinal 1967

Göppel feierte sein Debüt in der höchsten Schweizer Liga beim Spiel Lugano gegen Sion am 10. März 1963. Ab 1966 war er FIFA-Schiedsrichter. Besonders in Erinnerung bleibt der Cupfinal 1967, als sich beim Spiel Basel gegen Lausanne-Sport, die Lausanner Spieler aufgrund eines umstrittenen Penaltyentscheids Göppels weigerten weiterzuspielen. Die Waadtländer Spieler setzten sich daraufhin in den Mittelkreis, bis das Spiel abgebrochen wurde. Der Verband wertete schliesslich das Spiel Forfait mit 3:0 für Basel.
Nach seiner aktiven Karriere war Göppel Chefinstruktor für die Region Zürich und Nordwestschweiz.

### International
Ab 1965 leitete Göppel auch internationale Spiele, vor allem in europäischen Cupwettbewerben und in Qualifikationsphasen für die Euro 1968 und Euro 1972.